# Montserrat Armengou i Martín
Montserrat Armengou i Martín   (Barcelona, 6 de setembre de 1963) és una periodista catalana.

## Carrera
Va estudiar Ciències de la Informació a la Universitat Autònoma de Barcelona. Va iniciar la seva activitat professional en la premsa escrita i en revistes. Va començar a treballar l'any 1985 a Televisió de Catalunya, TV3 on va col·laborar amb els programes 30 minuts i Sense ficció. D'aquest darrera en va esdevenir la directora des de 2017.
Al costat de Ricard Belis i Garcia ha realitzat documentals que es caracteritzen per ser un instrument de recuperació de la memòria històrica dels crims del franquisme i de reparació cap a les víctimes en absència de polítiques d'estat. Destaquen Els nens perduts del franquisme (2002), Les fosses del silenci (2003), El comboi dels 927 (2004), Ravensbrück, l'infern de les dones (2005), Ramon Perera, l'home que va salvar Barcelona (2006), Torneu-me el fill! (2011), Monarquia o república (2012), Què mengem? (2012), Avi, et trauré d'aquí (2013), Pòlio, crònica d'una negligència (2014), A la dreta i més enllà (2014), Els internats de la por (2015), Pastilla busca malaltia (2016). L'any 1993 fou l'encarregada de coordinar el projecte audiovisual Periodistes per Bòsnia.
Ha escrit diversos llibres amb el seu company, Ricard Belis, basats en els seus documentals.

## Premis i reconeixements
- 2002: Premi Nacional de Periodisme per la Generalitat de Catalunya, juntament amb Ricar Belis «per la seva aportació rellevant al periodisme d'investigació històrica que representa un progrés en aquest gènere periodístic en la televisió»[6]
- 2014: Premi Josep Maria Planes de periodisme d'investigació per a Avi, et trauré d'aquí. Segons el jurat el documental «va posar d’actualitat una problemàtica oblidada i sovint incòmoda per a molts governs, tant de dretes com d’esquerres», com és la de les víctimes oblidades del franquisme enterrades al Valle de los Caídos.[7]
- 2015: Premi Bones Pràctiques de Comunicació no Sexista de l'Associació de Dones Periodistes de Catalunya, junt amb Ricard Belis, pel documental Els internats de la por.[8]
- 2023: Premi FIDEM a la trajectòria professional[9]